# 亚历克西斯·罗德里格斯
亚历克西斯·罗德里格斯（西班牙語：Alexis Rodríguez，1978年7月7日—），古巴男子摔跤运动员。他曾代表古巴参加2000年和2004年夏季奥林匹克运动会摔跤比赛，其中2000年奥运会获得一枚铜牌。